# DayZ Standalone
DayZ Standalone è un videogioco di sopravvivenza open world sviluppato dalla Bohemia Interactive Studio. È il successore della mod Dayz per ArmA II. Il gioco è stato distribuito da Microsoft Studios in accesso anticipato su Steam nel dicembre 2013.
Il 13 dicembre 2018, 5 anni dopo, è uscito dall'accesso anticipato con la versione 1.0.149918. Il 29 maggio 2019 è uscito su console.

## Modalità di gioco
L'obiettivo del gioco è sopravvivere ad un'apocalisse zombie. L'equipaggiamento iniziale è composto da: dei semplici vestiti, una benda e un bengala, oppure un frutto, una garza e una luce chimica o comunque altri tre oggetti, in base al server al quale si è collegati e nel quale si può iniziare ad esplorare la grande area di 225 km² in cerca di cibo, armi, vestiti, veicoli e qualsiasi cosa sia utile per sopravvivere. DayZ è ambientato a Chernarus, una regione fittizia dell'ex Unione Sovietica nel 1991. Nel mondo di gioco è possibile esplorare diversi luoghi come case, fienili, aeroporti, basi militari, stazioni di polizia e appartamenti per trovare forniture di qualsiasi genere. Gli oggetti fondamentali del gioco sono il cibo e l'acqua, che sono le chiavi per la sopravvivenza. Tralasciando i beni di prima necessità, i giocatori possono trovare diversi tipi di abbigliamento, che non solo consentono al giocatore di personalizzare il proprio personaggio, ma portano al giocatore un vantaggio nel numero di oggetti trasportabili e gli permettono di mantenersi isolato dagli agenti atmosferici. Sparse per la mappa, sono presenti una notevole varietà di armi, che permettono ai giocatori di proteggersi da zombie o da altri giocatori, se necessario. Attualmente sono presenti armi da mischia e armi da fuoco (successivamente ne saranno aggiunte altre) inoltre c'è la possibilità di trovare accessori per le armi da fuoco che permetteranno di godere di un'esperienza di gioco suggestiva e realistica. L'interazione tra giocatori è una parte importante di DayZ. Attualmente il gioco fornisce una chat vocale, che permette ai giocatori di comunicare tra di loro entro una certa distanza e una chat di testo prevista anche per quei giocatori che non possiedono alcun mezzo di comunicazione vocale.
In giro per il mondo di gioco, i giocatori possono anche trovare varie forniture mediche poiché l'ambiente pone una vasta serie di minacce. Sono presenti malattie come il colera, la dissenteria e l'epatite, che può essere contratta tramite l'ingerimento di acqua infetta o cibo avariato e può essere curata soltanto con una medicina appropriata. Se un giocatore viene colpito o ferito, l'abbigliamento potrebbe danneggiarsi e il giocatore potrebbe iniziare a sanguinare e deve essere bendato rapidamente per ridurre al minimo la perdita di sangue; danni eccessivi o l'eccessiva perdita di sangue si tradurrà in un grave deterioramento della vista del giocatore(scomparsa dei colori) che lo può rendere incosciente e, se non aiutato tempestivamente, portarlo alla morte.
Alcune caratteristiche che sono state aggiunte di recente al gioco sono la caccia di animali, la cucina ed il trasporto con veicoli di terra, e in aggiornamenti futuri sarà possibile il trasporto aereo.

## Sviluppo
Dopo il grande successo della Dayz mod, Dean Hall annuncia ad agosto 2012 un nuovo blog di sviluppo, dove annunciò di lavorare alla realizzazione della versione standalone del gioco in collaborazione con la Bohemia Interactive.